# Berîslav
Berîslav (în ucraineană Берислав) este orașul raional de reședință al raionului Berîslav din regiunea Herson, Ucraina. În afara localității principale, nu cuprinde și alte sate.

## Demografie
Componența lingvistică a orașului Berîslav
     Ucraineană (89,53%)
     Rusă (10,11%)
     Alte limbi (0,25%)
Conform recensământului din 2001, majoritatea populației orașului Berîslav era vorbitoare de ucraineană (89,53%), existând în minoritate și vorbitori de rusă (10,11%).